# Gleba (gromada)
Gleba – dawna gromada, czyli najmniejsza jednostka podziału terytorialnego Polskiej Rzeczypospolitej Ludowej w latach 1954–1972.
Gromady, z gromadzkimi radami narodowymi (GRN) jako organami władzy najniższego stopnia na wsi, funkcjonowały od reformy reorganizującej administrację wiejską przeprowadzonej jesienią 1954 do momentu ich zniesienia z dniem 1 stycznia 1973, tym samym wypierając organizację gminną w latach 1954–1972.
Gromadę Gleba z siedzibą GRN w Glebie utworzono – jako jedną z 8759 gromad na obszarze Polski – w powiecie ostrołęckim w woj. warszawskim, na mocy uchwały nr VI/10/10/54 WRN w Warszawie z dnia 5 października 1954. W skład jednostki weszły obszary dotychczasowych gromad Chudek, Gleba i Kierzek oraz lasy państwowe o obszarze 2493 ha (których zachodnia granica przylega do części gminy Czarnia) ze zniesionej gminy Kadzidło w tymże powiecie. Dla gromady ustalono 12 członków gromadzkiej rady narodowej.
31 grudnia 1959 1 stycznia 1960 z gromady Gleba wyłączono wieś Kierzek, włączając ją do gromady Zawady gromady Kadzidło w tymże powiecie, po czym gromadę Gleba zniesiono a jej (pozostały) obszar włączono do gromady Dylewo tamże (wykreślone zmiany retroaktywnie uchylone uchwałami z 25 lutego 1960).